# 宏觀角度
宏觀角度（日语：テーオーケインズ），是日本純種競賽馬匹。生涯活躍於泥地賽事，曾於2021年勝出帝王賞和日本冠軍盃，其後亦於2022年勝出日本育馬場盃經典賽。

## 出賽前
2017年出生於北海道日高町梁川牧場，成長途中被馬主小笹公也購入。
其後交由栗東訓練中心練馬師高柳大輔訓練。

## 競賽生涯

### 2歲
2019年10月19日出戰京都競馬場2歲新馬戰，比賽途中一直於第三的位置推進，最終亦以第三完賽，
其後出戰2歲未勝利戰，比賽初段處於第四的位置下在進入直路後瞬間加速，最終跑出全場最快末腳下以4馬位優勢取首勝。
12月15日出戰一捷馬戰寒椿賞，可惜於直路上未能追上前方的Copa Shina及尊姓大名，最終以第三落敗。

### 3歲
2020年大部分時間均出戰捷馬戰，並於其中取得兩冠一亞的優秀戰績。
12月20日出戰表列賽參宿四錦標，比賽途中處於中團位置下於直路衝出，可惜仍然未能超越Auvergne並以頭位差距憾負債。
12月29日前往地方挑戰一級賽東京大賞典，雖然此次爲其首次出戰一級賽冠軍，但仍然可以於比賽途中保持穩定的節奏，最終跑獲一席第六的戰績。

### 4歲
2021年年初以公開賽名古屋城錦標作爲首戰，比賽途中一直佔據有利位置等待時機，通過第三彎道時候逐步發力，並於第四彎道取得領先。進入直路後，其繼續保持速度進一步突放，最終以拋離後方3馬位取勝。
其後出戰天蠍錦標，比賽初段選擇於約莫第六的位置推進，於第四彎道時候憑借此前的加速經已處於前方。進入直路後，其繼續於前方位置不斷加速，最終以1 3/4馬位優勢成功取得首個分級賽冠軍。
6月30日出戰帝王賞，賽前獲得第四人氣。比賽開始後，第三人氣Casino Fountain搶佔位置領放，而宏觀角度則和中和魔匠及Omega Perfume在中團位置逐步推進。進入直路後，其未受阻擋之下閃入內欄位置進行加速，最終成功衝出下取得領先，後續拉開追擊的信子之夢3馬位奪得首個一級賽冠軍。
放草過後於11月出戰日本育馬場盃經典賽，然而於比賽初段因大漏閘需要留後，進入直路即管於外檔奮力加速爆發出全場最佳末腳仍然未能扭轉劣勢，最終以第四敗於Mutually、Omega Perfume及中和魔匠。
12月5日出戰日本冠軍盃，雖然於前戰失利僅獲第四，但於賽前仍被馬迷信任而獲得第一人氣。比賽開始後，其一如既往地保持於第五、六左右的位置推進，並於比賽途中採用穩定的節奏減省體力消耗。進入直路後，其隨即以優秀的反應響應騎師松山弘平的加速指示，瞬間爆發恐怖的末腳速度下超越前方所有賽駒，即使於直路中段受到後方中和魔匠的挑戰仍然不減速度，最終拉開對手6馬位以大勝姿態取得首個中央一級賽冠軍。
年末，由於其於兩場一級賽均拉開龐大優勢大勝，因而於評選中以240票當選最佳泥地馬。

### 5歲
2022年年初陣營決定以遠征爲主軸，安排其出戰沙特阿拉伯的沙特盃。比賽開始後，其處於中團位置逐步追走，但被馬群包圍之下未能於直路順利加速衝出，最終以第八大敗。
回國後以平安錦標作爲熱身，縱然其需要背負59公斤的頂磅，但仍然可以於直路以輕鬆的姿態衝出，最終拉開後方賽駒2 1/2馬位獲勝。
6月29日出戰帝王賞劍指賽事歷史首次連霸，然而於直路上因失速而被對手超越，最終僅獲第四。
進入秋季後以11月的日本育馬場盃經典賽作爲起動戰，比賽初段選擇居中戰術下於對面直路開始加速，通過第四彎道時經已處於約莫第三的位置。進入直路後，其於外檔位置順利進行衝刺，最終於直路中段超越領放的冠威下繼續拉開對手，以2 1/2馬位優勢取得第三個一級賽冠軍。
12月出戰日本冠軍盃，雖然於比賽途中展現不俗的走勢，但於直路上未能進一步加速突破，最終敗於電閃驚雷、冠威及Hapi以第四完賽。

### 6歲
2023年年初以川崎紀念爲目標，賽前獲得第一人氣。比賽開始後，其和第二人氣盈寶奇嶽一同保持於中團左右的位置，並於比賽途中稍爲前移。進入直路後，雖然其跑出優秀的末腳速度戰勝其他賽駒，但仍然未能超越稍早衝出的盈寶奇嶽，最終以1/2馬位差距落敗得第二。
其後選擇遠征阿聯酋出戰杜拜世界盃，比賽途中保持於中團位置下在直路衝出並一度進佔第三的位置，但其後閃入內欄時勢頭逐步減弱，最終敗於盈寶奇嶽、阿爾及爾及徽章路以第四完賽。
回國稍爲休整後出戰帝王賞，比賽途中處於中團靠前位置推進，雖然於對面直路節奏稍爲不穩而墮後，但於通過第四彎道時成功調整並開始發力。進入直路後，其於所在位置開始加速，於直路中段成功進入全速狀態並在中檔衝出，可惜仍然未能壓過內欄的冠威及外檔的名將飛燕，最終以頭位差距告負得第三。
11月3日出戰日本育馬場盃經典賽，比賽初段憑借優秀的出閘表現成功進佔先頭位置，並於比賽途中一直處於較內欄逐步推進。進入直路後，其稍爲衝出於前方和內欄的Notturno及外檔的King's Sword呈現平頭姿態，可惜於直路中段逐步力弱未能保持優勢，最終被King's Sword拉開下亦被Notturno壓制，以第三落敗。
1個月後出戰日本冠軍盃，比賽初段選擇跟隨前領馬清爽口味及盡得真傳前進，並於通過最後彎道時候處於第三的先頭位置。進入直路後，其以貼欄的姿態逐步發力加速，可惜無法追上前方的清爽口味下，再被後上的盈寶威神超越，最後關頭甚至被纏鬥對手盡得真傳壓制，最終以第四完賽。
賽後陣營考慮其年齡之因素，決定安排其退役，並於12月8日取消日本中央競馬會的賽駒註冊。

### 詳細賽績
| 日期       | 舉辦國家   | 馬場     | 距離   | 級別 | 賽事名稱           | 負重 | 騎師     | 馬號 | 出馬 | 名次 | 時間    | 頭馬（二馬）      |
| ---------- | ---------- | -------- | ------ | ---- | ------------------ | ---- | -------- | ---- | ---- | ---- | ------- | ----------------- |
| 10/10/2019 | 日本       | 京都     | 泥1400 |      | 2歲新馬            | 55   | 松山弘平 | 11   | 16   | 3    | 1:24.7  | Justin Reach      |
| 9/11/2019  | 日本       | 京都     | 泥1400 |      | 2歲未勝利          | 55   | 松山弘平 | 1    | 16   | 1    | 1:24.7  | （Sun Beast）     |
| 15/12/2019 | 日本       | 中京     | 泥1400 |      | 寒椿賞             | 55   | 鮫島克駿 | 2    | 16   | 3    | 1:25.0  | Copa Shina        |
| 15/2/2020  | 日本       | 東京     | 泥1600 |      | 3歲一捷馬          | 56   | 李慕華   | 15   | 16   | 1    | 1:37.4  | （Danon Fast）    |
| 29/3/2020  | 日本       | 中山     | 泥1800 | OP   | 伏龍錦標           | 56   | 大野拓彌 | 9    | 13   | 2    | 1:53.8  | Herrschaft        |
| 24/5/2020  | 日本       | 東京     | 泥1800 | L    | 鳳雛錦標           | 56   | 藤岡佑介 | 3    | 16   | 6    | 1:52.1  | Miyaji Kokuo      |
| 31/10/2020 | 日本       | 京都     | 泥1800 |      | 3歲兩捷馬          | 55   | 松山弘平 | 11   | 14   | 1    | 1:50.3  | （Sunrise Hope）  |
| 14/11/2020 | 日本       | 阪神     | 泥1800 |      | 摩耶錦標           | 55   | 松山弘平 | 2    | 16   | 1    | 1:52.3  | （Tiger Indy）    |
| 20/12/2020 | 日本       | 阪神     | 泥1800 | L    | 參宿四錦標         | 55   | 松山弘平 | 5    | 16   | 2    | 1:51.9  | Auvergne          |
| 29/12/2020 | 日本       | 大井     | 泥2000 | GI   | 東京大賞典         | 55   | 松山弘平 | 1    | 16   | 6    | 2:07.1  | Omega Perfume     |
| 21/3/2021  | 日本       | 中京     | 泥1800 | OP   | 名古屋城錦標       | 57   | 松山弘平 | 4    | 15   | 1    | 1:49.3  | （仙蹄奇緣）      |
| 18/4/2021  | 日本       | 阪神     | 泥1800 | GIII | 天蠍錦標           | 56   | 松若風馬 | 4    | 16   | 1    | 1:49.0  | （History Maker） |
| 30/6/2021  | 日本       | 大井     | 泥2000 | JpnI | 帝王賞             | 57   | 松山弘平 | 4    | 13   | 1    | 2:02.7  | （信子之夢）      |
| 3/11/2021  | 日本       | 金澤     | 泥2100 | JpnI | 日本育馬場盃經典賽 | 57   | 松山弘平 | 4    | 12   | 4    | 2:13.5  | Mutually          |
| 5/12/2021  | 日本       | 中京     | 泥1800 | GI   | 日本冠軍盃         | 57   | 松山弘平 | 6    | 16   | 1    | 1:49.7  | （中和魔匠）      |
| 26/2/2022  | 沙特阿拉伯 | 安都拉茲 | 泥1800 | GI   | 沙特盃             | 57   | 松山弘平 | 13   | 14   | 8    | 1:53.07 | 徽章路            |
| 21/5/2022  | 日本       | 中京     | 泥1900 | GIII | 平安錦標           | 59   | 松山弘平 | 4    | 16   | 1    | 1:57.0  | （啟愛紫紅）      |
| 29/6/2022  | 日本       | 大井     | 泥2000 | JpnI | 帝王賞             | 57   | 松山弘平 | 8    | 9    | 4    | 2:04.4  | 名將飛燕          |
| 3/11/2022  | 日本       | 盛岡     | 泥2000 | JpnI | 日本育馬場盃經典賽 | 57   | 松山弘平 | 13   | 15   | 1    | 2:02.1  | （冠威）          |
| 4/12/2022  | 日本       | 中京     | 泥1800 | GI   | 日本冠軍盃         | 57   | 松山弘平 | 12   | 16   | 4    | 1:52.2  | 電閃驚雷          |
| 1/2/2023   | 日本       | 川崎     | 泥2100 | JpnI | 川崎紀念           | 57   | 松山弘平 | 3    | 10   | 2    | 2:16.1  | 盈寶奇嶽          |
| 25/3/2023  | 阿聯酋     | 美丹     | 泥2000 | GI   | 杜拜世界盃         | 57   | 莫艾誠   | 13   | 15   | 4    | 2:03.90 | 盈寶奇嶽          |
| 28/6/2023  | 日本       | 大井     | 泥2000 | JpnI | 帝王賞             | 57   | 松山弘平 | 1    | 12   | 3    | 2:01.9  | Meisho Hario      |
| 3/11/2023  | 日本       | 大井     | 泥2000 | JpnI | 日本育馬場盃經典賽 | 57   | 松山弘平 | 3    | 10   | 3    | 2:06.0  | King's Sword      |
| 3/12/2023  | 日本       | 中京     | 泥1800 | GI   | 日本冠軍盃         | 58   | 松山弘平 | 4    | 15   | 4    | 1:50.9  | 清爽口味          |

## 退役後
退役後，宏觀角度成爲了配種馬，於北海道新日高町Arrow Stud休養，在2024年進行配種，配種費爲250萬日圓，首批子嗣將於2025年出生。首批子嗣可於2027年出賽。

## 血統簡介
父系Sinister Minister爲美國賽駒，生涯戰績優秀，曾勝出一級賽藍草錦標。祖父Old Trieste爲美國賽駒，生涯戰績不俗，曾勝出二級賽加州錦標、交換錦標及德爾馬育馬者盃讓賽。
母系Maxim Cafe爲日本賽駒，生涯七戰全敗。外祖父曼城茶座爲日本賽駒，生涯於長距離賽事有良好表現，包括勝出菊花賞、有馬紀念及春季天皇賞等長距離賽事。

### 血統表
| 父線：西雅圖迴旋系（勇者帝王系）      |                               |                    |                  |
| 種馬 Sinister Minister 2003年（棗色） | Old Trieste 1995年（栗色）    | A.P. Indy          | 西雅圖迴旋       |
| 種馬 Sinister Minister 2003年（棗色） | Old Trieste 1995年（栗色）    | A.P. Indy          | Weekend Surprise |
| 種馬 Sinister Minister 2003年（棗色） | Old Trieste 1995年（栗色）    | Loviler Linda      | Vigros           |
| 種馬 Sinister Minister 2003年（棗色） | Old Trieste 1995年（栗色）    | Loviler Linda      | Linda Summers    |
| 種馬 Sinister Minister 2003年（棗色） | Sweet Minister 1997年（棗色） | The Prime Minister | Deputy Minister  |
| 種馬 Sinister Minister 2003年（棗色） | Sweet Minister 1997年（棗色） | The Prime Minister | Stick to Beauty  |
| 種馬 Sinister Minister 2003年（棗色） | Sweet Minister 1997年（棗色） | Sweet Blue         | Hurry Up Blue    |
| 種馬 Sinister Minister 2003年（棗色） | Sweet Minister 1997年（棗色） | Sweet Blue         | Sugar Gold       |
| 繁殖雌馬 Maxim Cafe 2007年（深棗色）  | 曼城茶座 1998年（棕色）       | 週日寧靜           | Halo             |
| 繁殖雌馬 Maxim Cafe 2007年（深棗色）  | 曼城茶座 1998年（棕色）       | 週日寧靜           | Wishing Well     |
| 繁殖雌馬 Maxim Cafe 2007年（深棗色）  | 曼城茶座 1998年（棕色）       | Subtle Change      | Law Society      |
| 繁殖雌馬 Maxim Cafe 2007年（深棗色）  | 曼城茶座 1998年（棕色）       | Subtle Change      | Santa Luciana    |
| 繁殖雌馬 Maxim Cafe 2007年（深棗色）  | Cafe Pinoko 2000年（棗色）    | Jade Robbery       | 淘金者           |
| 繁殖雌馬 Maxim Cafe 2007年（深棗色）  | Cafe Pinoko 2000年（棗色）    | Jade Robbery       | Number           |
| 繁殖雌馬 Maxim Cafe 2007年（深棗色）  | Cafe Pinoko 2000年（棗色）    | Pinochet           | 雷貓             |
| 繁殖雌馬 Maxim Cafe 2007年（深棗色）  | Cafe Pinoko 2000年（棗色）    | Pinochet           | Pink Turtle      |
| 雌系：號族：1-l                       |                               |                    |                  |
| 五代內近親交配：淘金者 5×4            |                               |                    |                  |

## 命名由來
名字中，T O（テーオー）是馬主小笹公也冠名，出自其名字公也羅馬化後的首字母「T」及姓氏小笹羅馬化後的首字母「O」，Keynes（ケインズ）出自著名英國經濟學家第一代凱恩斯男爵約翰·梅納·凱恩斯之姓氏，香港則無視冠名部分，只取後半部分，並以其为代表之凱恩斯學派中主張的宏觀經濟學作为聯想，翻譯为「宏觀角度」。

## 外部連結
- 宏觀角度 netkeiba.com （页面存档备份，存于）
- 血統表 （页面存档备份，存于）